# سنگ‌خزه‌ها
سنگ‌خزه‌ها (نام علمی: Chara) نام یک سرده از جلبک‌های سبز سنگ‌خزه‌تباران از خانواده سنگ‌خزه‌ایان است. آنها چندسلولی بوده و به دلیل ساختارهای ساقه‌مانند و برگ‌مانند، از حیث ظاهر، شبیه گیاهان روی زمین هستند.
این جلبک‌ها را در آب شیرین پهنهٔ معتدل شمالی، به ویژه در مناطق سنگ آهکی، می‌توان یافت. آنها آب کم‌اکسیژن و سخت را ترجیح می‌دهند و در آب‌هایی که لارو پشه وجود دارد یافت نمی‌شوند. آنها با رسوبات کلسیم کربنات پوشانیده شده‌اند و معمولاً به عنوان غلات سنگی شناخته می‌شوند. سیانوباکتری‌ها به صورت اپی‌فیت‌ها روی سطوح سنگ‌خزه‌ها رشد می‌کنند، جایی که ممکن است در تثبیت نیتروژن، که برای تغذیه گیاه مهم است، نقش داشته باشند.

## گونه‌ها
- Chara braunii (ITIS)
- Chara canescens (ITIS)
- Chara contraria (ITIS) opposite stonewort
- Chara corallina (ITIS)
- Chara elegans (ITIS)
- Chara excelsa (ITIS)
- Chara fibrosa (ITIS)
- Chara formosa (ITIS)
- Chara fragilis (ITIS)
- Chara globularis (ITIS)
- Chara hispida (ITIS)
- Chara hornemannii (ITIS)
- Chara intermedia (ITIS)
- Chara nataklys
- Chara sejuncta (ITIS)
- Chara virgata (ITIS)
- Chara vulgaris (ITIS)
- Chara zeylanica (ITIS)
- Chara connivens (convergent stonewort)